# La Robe mauve de Valentine
Pour l’article homonyme, voir La Robe mauve de Valentine (pièce de théâtre).
La Robe mauve de Valentine est un téléfilm français réalisé par Robert Crible, sorti en 1969.

## Synopsis
Alors que Marie et son fils Serge logent dans un hôtel parisien, Valentine fait irruption dans leur vie. Son charme calculé et sa position de femme "fragile" ne laissent pas le jeune Serge indifférent... Mais il ignore à qu'il a affaire…

## Fiche technique
- Titre : La Robe mauve de Valentine
- Réalisation : Robert Crible
- Scénario : Françoise Sagan d'après le scénario de sa propre pièce
- Décors : Marguerite Monnier
- Costumes : Claude Catulle
- Pays d'origine :  France
- Genre : Comédie dramatique
- Durée : 100 minutes
- Date de diffusion : 23 octobre 1969

## Distribution
- Danielle Darrieux : Valentine
- Guy Tréjan : Jean-Loup
- Marcelle Ranson-Hervé : Marie
- Bernard La Jarrige : Saint Gobain
- Henri Virlojeux : Me Fleurt
- Nicole Crible : Laurence
- Michel Bedetti : Serge

## Autour du film

### La pièce de théâtre
- La Robe mauve de Valentine est une adaptation de la pièce de théâtre du même nom écrite par Françoise Sagan. Elle fut créée le 15 octobre 1963 au Théâtre des Ambassadeurs (300 représentations) avec dans les principaux rôles : Danielle Darrieux, Guy Tréjan, Marcelle Ranson, Bernard Lajarrige, Henri Virlojeux, Michel Bedetti.